# Фальшіон

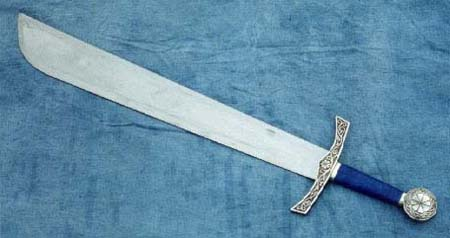
Фальшіон з прямим обухом

Фальшіо́н, фальчіо́н (англ. falchion, фр. fauchon) — одноручний меч європейського походження, що використовувався за часів Середньовіччя. Вважають, що ці мечі найчастіше використовували селяни, які не могли дозволити собі дорожчу зброю. В наші дні відоме менш ніж 12 екземплярів цієї зброї.

## Зовнішній вигляд
Фальшіон має заточений з одного боку, масивний клинок довжиною 80-100 сантиметрів, що дозволяє ефективно завдавати мечем рублячих ударів. Гарда меча має просту, хрестоподібну або вигнуту форму.